# Districte de Chandrapur
El districte de Chandrapur o (fins a 1964) districte de Chanda és una divisió administrativa de Maharashtra, Índia, amb capital a Chandrapur antiga Chanda. La superfície és de 10.655 km² i la població de 2.071.101 habitants (2001). La superfície el 1901 era de 26.304 km², però el 1981 es va segregar el districte de Gadchiroli, i anteriorment hi havia hagut alguns retocs de límits.

## Administració
Està format per 15 tehsils:
- Chandrapur
- Bhadravati
- Warora
- Chimur
- Nagbhir
- Bramhpuri
- Sindhewahi
- Mul
- Gondpipri
- Pomburna
- Saoli
- Rajura
- Korpana
- Jivati
- Balharshah Mitul (abans Ballapur)

## Rius
- Wardha
  - Penganga
  - Erai
- Pranhita
- Godavari
- Wunna
- Bandia (afluent de l'Indravati)
- Wainganga (que unit al Wardha forma el Pranhita)
  - Andhari
  - Botewahi
  - Deni
  - Garhvi
  - Kobragarhi

## Muntanyes
- Muntanyes Chimur
- Phersagarh Rai
- Surjagarh
- Tipargarh

## Història
Bhandak, llogaret proper a Chanda, fou possiblement la capital del regne de Vakataka, format per la regió de Berar i parts de les antigues Províncies Centrals al sud del Narbada i fins al Wainganga a l'est (segles IV a XII). Al segle xi va emergir una dinastia de base Gond que va construir el regne de Chanda al segle xii segurament sobre les ruïnes del regne dels Vakataka.
Es coneixen els nom de 19 reis gonds que haurien regnat entre el segle xii i el 1751; la seva dinastia fou anomenada Ballar Sahi, del 9è rei Sarja Ballar Sah, que hauria viscut al començament del segle xv i que hauria assolir aquest títol després d'un viatge a Delhi. L'11è rei Hir Sah, va construir la fortalesa de Chanda i va completar les muralles de la ciutat començades pels seus predecessors. El seu net Karn Sah, fou probablement el primer rei que va adoptar la religió hindú. Un fill de Karn és esmentat a l'Ain-i-Bakari com a príncep independent tributari de Delhi amb un exèrcit de 1.000 cavallers i 40.000 infants. Entre el temps d'Akbar el Gran i l'establiment del poder maratha, els prínceps de Chanda foren raonablement independents i poderosos, i en els seus annals i els del veí regne de Deogarh apareixen com vencedors d'una batalla decisiva a la meitat del segle xvii. El seu emblema, un lleó alat, s'ha trobar a la muralla de Gawilgarh.
El 1751 foren enderrocats pels marathes dels que havien esdevingut tributaris. El territori va passar a la dinastia Bhonsle maratha i progressivament la situació de la zona es va deteriorar. El 1817 Appa Sahib es va enfrontar als britànics i el zamindari d'Ahiri, en suport del seu sobirà, va enviar guarnició a Chanda mentre les forces d'Appa Sahib enviades al peshwa de Poona van arribar al riu Wardha, 15 km a l'oest de Chanda. Appa Sahib fou derrotat pels britànics a Pandharkawada l'abril de 1818 i Chanda fou assetjada al cap de pocs dies i finalment presa per assalt, morint fins al seu darrer defensor. El districte va quedar sot administració britànica dins el regne de Nagpur, fins al 1830; Sir Richard Jenkins el va retornar a Raghuji III Bhonsle quan va arribar a la majoria però a la seva mort el 1853 sense hereus, el territori va passar als britànics per la doctrina del lapse.
El 1857 els zamindars de Monumpalli i Arpalli i els gonds es van revoltar i es van unir als rohilles del nord. Els dos zamindars foren capturats mercès a l'ajut del zamindar Lakhsmi Bai d'Ahiri que va rebre en premi 67 pobles incloent la pargana de Ghot. El descendents de la dinastia gond de Chanda vivien a aquesta ciutat i van rebre una petita pensió dels britànics (inicialment els l'havien donat els marathes). El 1860 els britànics van obtenir la cessió de sis talukes a l'esquerra del riu Godavari, que van formar el districte d'Upper Godavari a les Províncies Centrals (divisió formada el 1861 amb la província de Nagpur i altres territoris) però el 1874 el districte d'Upper Godavari fou abolit i quatre talukes van formar el tahsil Sironcha del nou districte de Chanda (les altres dues foren incorporades a la presidència de Madras). Llavors el formaven els tehsil de Mur, Warora i Brahmapuri a les que es va afegir la de Sironcha. El 1895 el tehsil de Mul va establir la capital a Chanda o Chandrapur. El 1905 es va crear el tehsil de Gadchiroli amb els zamindaris dels tehsils de Chanda i Brahmapuri. Tres de les quatre talukes que formaven Sironcha (les de Nugur, Albaka i Cherla) van acabar transferides a Madras el 1906 (cobrien una superfície de 1536 km², 142 pobles, i 20.218 habitants).
Fou part de la província i després estat de Madhya Bharat i el 1956 fou transferit a l'estat de Bombai. El 1959 li fou agregat el tehsil de Rajura, separat el 1956 del districte d'Adilabad (de l'estat d'Hyderabad) i afegit entre 1956 i 1959 al districte de Nanded. El 1960 l'estat de Bombai va esdevenir Maharashtra.
El 1981 es va dividir en els districtes de Chanda i Gadchiroli.

## Llocs interessants
- Bhandak
- Chanda
- Markandi
- Coves i temples de Bhandak, Winjbasani, Dewala i Ghugus
- Temple a la roca al llit del Wardha sota Ballalpur
- Temples de Markandi, Neri, Warha, Armori, Deotek, Bhatala, Bhandak, Wairagarh, Waghnak, Keslabori i Ghorpeth
- Forts de Waira, Ballalpur, Khatora i Segaon.

## Població i altres dades el 1901
- 1881: 649.146
- 1891: 697.610
- 1901: 601. 533

El districte incloïa el 1901 dos municipis, Chanda i Warora, i 2.584 pobles. Estava dividit en cinc tehsils:
- Chanda
- Warora
- Bramhapuri
- Sironcha
- Gadchiroli

El tahsil de Chanda tenia (1901) una superfície de 13.100 km² i una població de 195.385 habitants. El zamindari d'Ahiri fou transferit el 1905 al tehsil de Sironcha i la resta de zamindaris i una comarca a l'est de Chanda, al nou tehsil de Gadchiroli i la superfície va quedar en 3032 km² i població 121.040 (1906). La capital era Chanda (17.803 habitants el 1901) i hi havia 319 pobles.
El 1981 estava format per 15 talukes: 
- Chandrapur o Chanda
- Ballarpur
- Rajura
- Bhadravati
- Warora
- Chimur
- Nagbhid o Naghbir
- Bramhapuri
- Sindewahi o Sindhewahi
- Mul
- Sawali
- Gondpipri
- Gadchandur
- Korpana
- Pombhurna